# La moglie più bella
La moglie più bella és una pel·lícula italiana del 1970 dirigida per Damiano Damiani, inspirada lliurement en el cas de Franca Viola el 1965, que va rebutjar la fuitina (costum a la Itàlia meridional de segrestar i violar una futura núvia en negar-se a casar-se amb el seu segrestador). Va suposar el debut als 14 anys d'Ornella Muti.

## Sinopsi
Sicília. Francesca Cimarosa és una noia de catorze anys, filla de pagesos, de qui Vito Juvara, un mafiós ric i en ascens, s'enamora. Els seus pares estan orgullosos de donar la mà de la seva filla al cap. Ella accepta implicar-se, però aviat descobreix el masclisme del xicot i es rebel·la fins al punt de rebutjar-lo del tot. La seva reacció és sotmetre la nuvia promesa núvia a l'anomenada fuitina.
Però Francesca reacciona: troba el coratge de rebel·lar-se contra els pares sotmesos a les convencions arcaiques, anant sola als carabinieri per presentar una denúncia. La denúncia de la violència suposa un escàndol i és difícil seguir endavant fins que no la signin els pares.

## Repartiment
- Ornella Muti - Francesca Cimarosa
- Alessio Orano - Vito Juvara
- Pierluigi Aprà - Tinent Carabinieri
- Tano Cimarosa - Gaetano Cimarosa
- Joe Sentieri - Poidomani
- Amerigo Tot - Don Antonino Stella
- Enzo Andronico - Advocat de Vito Juvara

## Producció
Fou rodada principalment a Cinisi, algunes escenes foren rodades a Partinico, Trappeto i altresa a les ruïnes de Gibellina i Santa Ninfa.
La pel·lícula s'inspira en la història de Franca Viola, la primera dona que es va negar al matrimoni reparador i que va esdevenir un símbol del creixement civil d0Itàlia a la segona postguerra i de l'emancipació de les dones italianes. També suposà el debut d'Ornella Muti, amb només 14 anys. El seu company de repartiment, Alessio Orano, es convertiria en el seu marit en la vida real cinc anys després, el 1975. Es divorciarien el 1981.